# Substytucyjna terapia opioidowa
Substytucyjna terapia opioidowa polega na podawaniu osobom uzależnionym od opioidów substancji z tej grupy o dłuższym i mniej euforycznym działaniu niż to, które cechuje substancje nielegalne, żeby nie wystąpiły u nich objawy zespołu abstynencyjnego. Terapia prowadzona jest pod nadzorem lekarskim. Jej celem może być zwalczenie uzależnienia (poprzez stopniowe zmniejszanie dawki) lub redukcja szkód i umożliwienie jednostce funkcjonowania w społeczeństwie.
Najczęściej stosowane substytuty to metadon i buprenorfina.

## Historia
Początki terapii substytucyjnej sięgają lat 60. XX wieku i badań dwojga amerykańskich lekarzy, Marie Nyswander i Vincenta P. Dole'a. Początkowo próbowali oni podawać uzależnionym morfinę, lecz metadon okazał się dawać znacznie lepsze rezultaty. W przeciwieństwie do morfiny, pozwolił badanym powrócić do normalnej aktywności życiowej. Stosowanie metadonu upowszechniło się w latach 80., kiedy epidemia zakażeń wirusem HIV spowodowała w wielu krajach wzrost poparcia dla programów redukcji szkód.
W Polsce pierwszy program substytucji metadonowej ruszył w Instytucie Psychiatrii i Neurologii w Warszawie w roku 1992.